# Scomberomorus concolor
Scomberomorus concolor é uma espécie de peixe da família Scombridae.
É endémica do México.